# ムイトオブリガード
ムイトオブリガード（欧字名:Muito Obrigado、2014年4月13日 - ）は、日本の競走馬、誘導馬。主な勝ち鞍は2019年のアルゼンチン共和国杯。
馬名の意味は、ポルトガル語で「どうもありがとう」。

## 経歴

### 競走馬時代
2014年4月13日、北海道安平町のノーザンファームで誕生。育成は後のダービー馬レイデオロなどと同じくノーザンファーム空港牧場のA1厩舎で行われた。育成中から芝向きの軽い走りで動きの良さが目立つ一方、気性の前向きさも目立っていた。
栗東・角田晃一厩舎に入厩。2016年10月30日の新馬戦（京都芝1600m）でデビューし、クビ差の2着となる。
ダートに転じた2戦目の未勝利戦で初勝利を挙げると、3歳の1年間は出走した8戦の全てがダート戦であった。当時の状況について、ノーザンファーム空港牧場で騎乗育成を手掛けた大木誠司厩舎長は「この頃は脚元もしっかりとしていなかったので、ダートを使っていたと聞いています」と語っている。しかし、善戦しながらもダートでは500万下を勝ち上がることはできなかった。
4歳になった2018年から芝に再転向する。芝復帰2戦目の500万下を圧勝すると、格上挑戦で阪神大賞典に出走して8着となる。その後、降級を挟んで条件戦を3連勝し、一気にオープン馬となる。迎えたアルゼンチン共和国杯では1番人気に推され、上がり3F32秒5の豪脚で追い込むも、先に抜け出したパフォーマプロミスには届かず2着となった。騎乗した四位洋文は「力をつけているのは間違いないし、タイトルに手が届く馬」と評した。
飛躍が期待された2019年は年明けの日経新春杯で6着に敗れ、その後も金鯱賞7着、大阪杯8着、目黒記念5着と上半期は目立った結果を残せなかった。休養を挟み、2年連続の出走となるアルゼンチン共和国杯に2番人気で出走。近走は後方からの競馬が多くなっていたが、スタートから仕掛けて3番手を確保し、直線で空いた内を突いて抜け出して後続を完封。7度目の挑戦で重賞初制覇となった。また、鞍上の横山典弘は同レース史上最多の通算5勝目となった。角田師は「完璧に乗ってくれた。まだゲートで遊んだり気性面に課題はあるが、乗り手が馬のことを分かってくれている」と横山の騎乗を絶賛した。続く第39回ジャパンカップではクリストフ・ルメールいわく「3着はあるかと思ったが、残り250メートルで疲れてしまった」と8着に終わった。
2020年は阪神大賞典から始動したが4着と惜敗。その後、故障により長期の休養に入った。2021年1月24日、3歳時以来のダート戦となる東海ステークスで復帰したが13着と大敗。その後芝に戻るも惨敗続きとなり、11月28日のジャパンカップ16着を最後に現役を引退した。

### 引退後
引退後は馬事公苑で乗馬となると報道されたのち、2022年より東京競馬場の誘導馬となった。

## 競走成績
以下の内容は、netkeiba.comの情報に基づく。
| 競走日     | 競馬場 | 競走名               | 格       | 距離（馬場）  | 頭 数 | 枠 番 | 馬 番 | オッズ （人気） | 着順 | タイム （上り3F） | 着差 | 騎手        | 斤量 [kg] | 1着馬（2着馬）         | 馬体重 [kg] |
| ---------- | ------ | -------------------- | -------- | ------------- | ----- | ----- | ----- | --------------- | ---- | ----------------- | ---- | ----------- | --------- | ---------------------- | ----------- |
| 2016.10.30 | 京都   | 2歳新馬              |          | 芝1800m（良） | 11    | 3     | 3     | 004.20（3人）   | 02着 | R1:50.6（34.2）   | -0.0 | 0浜中俊     | 55        | アンセム               | 482         |
| 2017.02.19 | 京都   | 3歳未勝利            |          | ダ1800m（稍） | 16    | 6     | 11    | 002.90（1人）   | 01着 | R1:53.7（37.6）   | -0.3 | 0四位洋文   | 56        | （サンライズカラマ）   | 490         |
| 0000.04.09 | 阪神   | 3歳500万下           |          | ダ1800m（不） | 15    | 6     | 10    | 005.60（3人）   | 02着 | R1:51.6（36.9）   | -0.6 | 0四位洋文   | 56        | タガノアンピール       | 478         |
| 0000.07.02 | 中京   | 3歳上500万下         |          | ダ1900m（稍） | 16    | 1     | 1     | 006.90（3人）   | 04着 | R1:59.9（38.5）   | -0.9 | 0武豊       | 54        | カルムパシオン         | 482         |
| 0000.07.16 | 中京   | 3歳上500万下         |          | ダ1800m（良） | 16    | 7     | 13    | 004.60（2人）   | 03着 | R1:52.4（37.3）   | -0.7 | 0松山弘平   | 54        | ディープオーパス       | 480         |
| 0000.08.05 | 小倉   | 指宿特別             | 500万下  | ダ1700m（良） | 16    | 3     | 6     | 003.20（2人）   | 02着 | R1:46.5（37.8）   | -0.4 | 0浜中俊     | 54        | ナムラミラクル         | 476         |
| 0000.10.22 | 京都   | 3歳上500万下         |          | ダ1900m（不） | 12    | 8     | 12    | 003.40（1人）   | 05着 | R1:58.2（37.8）   | -0.5 | 0四位洋文   | 55        | メトロポリス           | 484         |
| 0000.11.18 | 京都   | 3歳上500万下         |          | ダ1800m（重） | 16    | 2     | 4     | 002.90（1人）   | 11着 | R1:51.5（37.4）   | -1.7 | 0四位洋文   | 55        | ドライバーズハイ       | 486         |
| 0000.12.10 | 阪神   | 3歳上500万下         |          | ダ1800m（良） | 10    | 6     | 6     | 002.90（2人）   | 04着 | R1:54.2（36.8）   | -0.3 | 0C.ルメール | 56        | キングジュエリー       | 488         |
| 2018.01.07 | 京都   | 4歳上500万下         |          | 芝2200m（良） | 16    | 5     | 9     | 007.90（4人）   | 04着 | R2:14.1（34.6）   | -0.2 | 0北村友一   | 56        | アインザッツ           | 492         |
| 0000.02.25 | 小倉   | 4歳上500万下         |          | 芝2600m（良） | 16    | 5     | 10    | 002.80（1人）   | 01着 | R2:37.8（34.7）   | -0.7 | 0藤岡佑介   | 56        | （レレオーネ）         | 492         |
| 0000.03.18 | 阪神   | 阪神大賞典           | GII      | 芝3000m（良） | 11    | 7     | 9     | 019.30（5人）   | 08着 | R3:04.7（37.5）   | -1.1 | 0藤岡佑介   | 55        | レインボーライン       | 486         |
| 0000.05.27 | 東京   | 青嵐賞               | 1000万下 | 芝2400m（良） | 14    | 3     | 4     | 001.90（1人）   | 01着 | R2:22.9（34.6）   | -0.0 | 0C.ルメール | 57        | （バリンジェネシス）   | 484         |
| 0000.06.17 | 東京   | 町田特別             | 1000万下 | 芝2400m（良） | 8     | 2     | 2     | 001.50（1人）   | 01着 | R2:24.8（35.0）   | -0.2 | 0C.ルメール | 57        | （フォイヤーヴェルク） | 484         |
| 0000.10.08 | 東京   | 六社S                | 1600万下 | 芝2400m（良） | 13    | 7     | 10    | 002.70（2人）   | 01着 | R2:25.6（34.1）   | -0.2 | 0横山典弘   | 56        | （ルックトゥワイス）   | 484         |
| 0000.11.04 | 東京   | アルゼンチン共和国杯 | GII      | 芝2500m（良） | 12    | 6     | 7     | 003.50（1人）   | 02着 | R2:33.8（32.5）   | -0.1 | 0四位洋文   | 55        | パフォーマプロミス     | 486         |
| 2019.01.13 | 京都   | 日経新春杯           | GII      | 芝2400m（良） | 16    | 8     | 16    | 005.30（2人）   | 06着 | R2:26.6（37.0）   | -0.4 | 0川田将雅   | 56        | グローリーヴェイズ     | 500         |
| 0000.03.10 | 中京   | 金鯱賞               | GII      | 芝2000m（稍） | 13    | 6     | 9     | 033.60（9人）   | 07着 | R2:01.2（35.3）   | -1.1 | 0横山典弘   | 56        | ダノンプレミアム       | 490         |
| 0000.03.31 | 阪神   | 大阪杯               | GI       | 芝2000m（良） | 14    | 4     | 5     | 218.9（14人）   | 08着 | R2:01.6（35.1）   | -0.6 | 0横山典弘   | 57        | アルアイン             | 490         |
| 0000.05.26 | 東京   | 目黒記念             | GII      | 芝2500m（良） | 13    | 4     | 4     | 004.90（2人）   | 05着 | R2:28.8（35.0）   | -0.6 | 0武豊       | 56        | ルックトゥワイス       | 490         |
| 0000.11.03 | 東京   | アルゼンチン共和国杯 | GII      | 芝2500m（良） | 13    | 5     | 7     | 004.80（2人）   | 01着 | R2:31.5（33.8）   | -0.2 | 0横山典弘   | 56        | （タイセイトレイル）   | 488         |
| 0000.11.24 | 東京   | ジャパンC            | GI       | 芝2400m（重） | 15    | 3     | 4     | 015.40（5人）   | 08着 | R2:27.1（37.4）   | -1.2 | 0C.ルメール | 57        | スワーヴリチャード     | 488         |
| 2020.03.22 | 阪神   | 阪神大賞典           | GII      | 芝3000m（良） | 10    | 3     | 3     | 021.00（6人）   | 04着 | R3:03.4（36.3）   | -0.4 | 0藤岡佑介   | 57        | ユーキャンスマイル     | 506         |
| 2021.01.24 | 中京   | 東海S                | GII      | ダ1800m（不） | 15    | 5     | 8     | 051.10（9人）   | 13着 | R1:53.0（40.5）   | -3.8 | 0北村友一   | 56        | オーヴェルニュ         | 510         |
| 0000.03.27 | 中山   | 日経賞               | GII      | 芝2500m（良） | 15    | 5     | 9     | 068.7（14人）   | 07着 | R2:34.2（35.1）   | -0.9 | 0北村宏司   | 56        | ウインマリリン         | 500         |
| 0000.05.09 | 新潟   | 新潟大賞典           | GIII     | 芝2000m（良） | 14    | 4     | 5     | 032.2（10人）   | 07着 | R1:59.7（36.5）   | -0.4 | 0酒井学     | 57        | サンレイポケット       | 498         |
| 0000.05.30 | 東京   | 目黒記念             | GII      | 芝2500m（良） | 16    | 1     | 1     | 015.10（7人）   | 11着 | R2:34.1（33.2）   | -1.3 | 0横山武史   | 57        | ウインキートス         | 494         |
| 0000.10.10 | 阪神   | 京都大賞典           | GII      | 芝2400m（良） | 14    | 4     | 5     | 043.8（13人）   | 11着 | R2:25.5（36.3）   | -1.0 | 0藤岡佑介   | 56        | マカヒキ               | 502         |
| 0000.10.31 | 東京   | 天皇賞（秋）         | GI       | 芝2000m（良） | 16    | 6     | 11    | 332.6（16人）   | 10着 | R1:59.1（33.8）   | -1.2 | 0柴田善臣   | 58        | エフフォーリア         | 492         |
| 0000.11.28 | 東京   | ジャパンC            | GI       | 芝2400m（良） | 18    | 1     | 1     | 258.8（15人）   | 16着 | R2:27.0（35.1）   | -2.3 | 0柴田善臣   | 57        | コントレイル           | 490         |

- タイム欄のRはレコード勝ちを示す。

## 血統表
| ムイトオブリガードの血統    | ムイトオブリガードの血統                             | ムイトオブリガードの血統  | （血統表の出典）          | （血統表の出典）  |
| 父系                        | キングマンボ系                                       | キングマンボ系            | キングマンボ系            | [ § 2 ]           |
| 父 ルーラーシップ 2007 鹿毛 | 父の父キングカメハメハ 2001 鹿毛                     | Kingmambo                 | Mr. Prospector            | Mr. Prospector    |
| 父 ルーラーシップ 2007 鹿毛 | 父の父キングカメハメハ 2001 鹿毛                     | Kingmambo                 | Miesque                   |                   |
| 父 ルーラーシップ 2007 鹿毛 | 父の父キングカメハメハ 2001 鹿毛                     | *マンファス               | *ラストタイクーン         | *ラストタイクーン |
| 父 ルーラーシップ 2007 鹿毛 | 父の父キングカメハメハ 2001 鹿毛                     | *マンファス               | Pilot Bird                |                   |
| 父 ルーラーシップ 2007 鹿毛 | 父の母エアグルーヴ 1993 鹿毛                         | *トニービン               | *カンパラ                 | *カンパラ         |
| 父 ルーラーシップ 2007 鹿毛 | 父の母エアグルーヴ 1993 鹿毛                         | *トニービン               | Severn Bridge             |                   |
| 父 ルーラーシップ 2007 鹿毛 | 父の母エアグルーヴ 1993 鹿毛                         | ダイナカール              | *ノーザンテースト         | *ノーザンテースト |
| 父 ルーラーシップ 2007 鹿毛 | 父の母エアグルーヴ 1993 鹿毛                         | ダイナカール              | シャダイフェザー          |                   |
| 母 ピサノグラフ 2002 鹿毛   | 母の父*サンデーサイレンス Sunday Silence 1986 青鹿毛 | Halo                      | Hail to Reason            | Hail to Reason    |
| 母 ピサノグラフ 2002 鹿毛   | 母の父*サンデーサイレンス Sunday Silence 1986 青鹿毛 | Halo                      | Cosmah                    |                   |
| 母 ピサノグラフ 2002 鹿毛   | 母の父*サンデーサイレンス Sunday Silence 1986 青鹿毛 | Wishing Well              | Understanding             | Understanding     |
| 母 ピサノグラフ 2002 鹿毛   | 母の父*サンデーサイレンス Sunday Silence 1986 青鹿毛 | Wishing Well              | Mountain Flower           |                   |
| 母 ピサノグラフ 2002 鹿毛   | 母の母*シンコウラブリイ 1989 鹿毛                    | Caerleon                  | Nijinsky                  | Nijinsky          |
| 母 ピサノグラフ 2002 鹿毛   | 母の母*シンコウラブリイ 1989 鹿毛                    | Caerleon                  | Foreseer                  |                   |
| 母 ピサノグラフ 2002 鹿毛   | 母の母*シンコウラブリイ 1989 鹿毛                    | *ハッピートレイルズ       | *ポッセ                   | *ポッセ           |
| 母 ピサノグラフ 2002 鹿毛   | 母の母*シンコウラブリイ 1989 鹿毛                    | *ハッピートレイルズ       | *ロイコン                 |                   |
| 母系(F-No.)                 | 4号族(FN:4-d)                                        | 4号族(FN:4-d)             | 4号族(FN:4-d)             | [ § 3 ]           |
| 5代内の近親交配             | Northern Dancer5×5＝6.25%                            | Northern Dancer5×5＝6.25% | Northern Dancer5×5＝6.25% | [ § 4 ]           |
| 出典                        | 1. 2. 3. 4.                                          | 1. 2. 3. 4.               | 1. 2. 3. 4.               | 1. 2. 3. 4.       |

母母シンコウラブリイは1993年のマイルチャンピオンシップなど重賞6勝を挙げているほか、近親にロードクロノス（中京記念）、シンメイフジ（新潟2歳ステークス、関東オークス）などの活躍馬がいる。